# Pyfarat
Pyfarat est un sommet boisé du massif du Pilat culminant à 1 381 mètres. 

## Toponymie
Pyfarat vient de l'occitan puèg ferrat, littéralement  « mont ferré », autrement dit ferrugineux, riche en minerai de fer.

## Géographie

### Situation
La montagne est située au sein de la forêt de Taillard et à la limite des monts du Vivarais, elle constitue le tripoint entre trois départements français : la Haute-Loire, la Loire et l'Ardèche.
Le sentier de grande randonnée 7 passe à proximité.

### Climat
Le climat est montagnard avec d'importantes chutes de neige et des températures annuelles inférieures à 8 °C.

## Activités

### Sports d'hiver
Le site est propice à la pratique de la randonnée nordique (skis de fond, raquettes à neige). Le domaine de Burdignes, faisant partie de l'espace nordique des monts du Pilat, propose des pistes de fond dont la plus longue fait le tour du Pyfarat. 

### Protection environnementale
Le sommet est le point culminant de la zone naturelle d'intérêt écologique, faunistique et floristique de la forêt de Taillard constituée de groupements végétaux et d’oiseaux rares.